# Sesquicentenário da Independência do Brasil

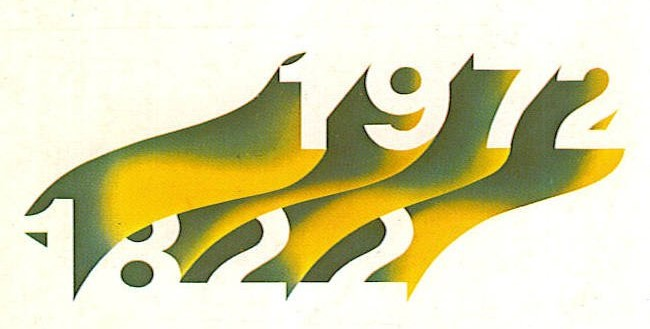
Logomarca oficial.

O Sesquicentenário da Independência do Brasil foi a celebração, ocorrida no ano de 1972, dos 150 anos da Independência do Brasil do Reino de Portugal. Ocorrida dentro do contexto da ditadura militar brasileira, durante o Governo Emílio Médici, as celebrações foram marcadas por um tom nacionalista e ufanista, característico do chamado período do “milagre econômico brasileiro” do início da década de 1970. Entre os eventos que marcaram a celebração do sesquicentenário, destaca-se o translado dos restos mortais de Dom Pedro I, saindo de Lisboa, onde se encontravam desde 1834, para São Paulo, na cripta imperial do Monumento à Independência do Brasil.

## História

### Ditadura Militar e o "milagre econômico"

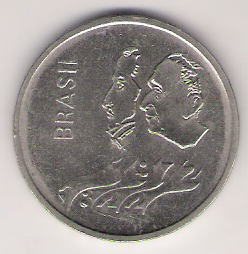
Moeda comemorativa de 1 cruzeiro, mostrando a efígie do presidente Médici em sobreposição à do imperador Dom Pedro I.

As comemorações do Sesquicentenário da Independência ocorreram durante o terceiro ano do governo de Emílio Garrastazu Médici, período marcado no campo político pela centralização do poder da ditadura, estando ainda em vigência o Ato Institucional n.º 5, ao mesmo tempo em que, na esfera econômica, vivia-se o chamado "milagre econômico", momento de crescimento do PIB e por um projeto desenvolvimentista.
Neste sentido, a escolha das imagens para a ilustração da moeda comemorativa de 1 cruzeiro, em homenagem ao Sesquicentenário, representa o contexto nacional daquele período. De um lado da moeda, encontrava-se a face de Médici sobreposta à de Dom Pedro, assim como havia-se feito com Epitácio Pessoa durante o contexto das comemorações do Centenário da Independência. Do outro lado, o mapa do território brasileiro era entrecortado por diversas linhas, que partiam do Distrito Federal. Assim, através da moeda comemorativa, o regime buscava legitimar-se enquanto poder centralizador e articulando a imagem de Dom Pedro I enquanto herói do passado nacional com a imagem do então presidente.
De forma similar, em seu discurso de Ano Novo, em 31 de dezembro de 1971, o presidente Médici afirmava que o "eterno país do futuro se transformou, afinal, no país do presente", em referência à famosa expressão cunhada por Stefan Zweig em seu livro de 1941, "Brasil, País do Futuro".
Dessa forma, aproveitando a estabilidade econômica e o sucesso dos anos anteriores em reprimir de forma violenta as principais forças de oposição, as lideranças da ditadura buscavam aproveitar a oportunidade da efeméride dos 150 anos de Independência para representar a imagem de um país em que um passado heroico e futuro de desenvolvimento econômico se articulavam a partir do projeto político dos governos militares.

### Comissão Executiva Central
Em outubro de 1971, fora instituída uma Comissão Nacional, com objetivo de coordenar as comemorações oficiais do Sesquicentenário, no ano seguinte. Em janeiro de 1972, esta comissão foi reestruturada e transformada na Comissão Executiva Central, presidida pelo General Antônio Jorge Corrêa. A CEC era composta por diversos dos ministros do governo Médici, incluindo os ministros Alfredo Buzaid, da Justiça, Mário Gibson Barbosa, das Relações Exteriores, Jarbas Passarinho, da Educação e Cultura, Adalberto de Barros Nunes, da Marinha, Orlando Geisel, do Exército e Joelmir Campos de Araripe, da Aeronáutica, e os chefes do Gabinete Civil e do Gabinete Militar da Presidência da República, João Leitão de Abreu e João Batista Figueiredo, respectivamente.
Também compunham a comissão alguns representantes da sociedade civil, incluindo Pedro Calmon, presidente do Instituto Histórico e Geográfico Brasileiro, Arthur César Ferreira Reis, presidente do Conselho Federal de Cultura, Álvaro Alberto, presidente da Liga da Defesa Nacional, Adonias Filho, presidente da Associação Brasileira de Imprensa, João Saad, presidente da Associação Brasileira de Emissoras de Rádio e Televisão e Eugênio Afonso Silva, presidente da Associação Brasileira de Rádio e Televisão.
A CEC foi responsável pela organização das principais comemorações oficiais do Sesquicentenário, iniciando no dia 21 de abril, dia de Tiradentes, em um “Encontro Cívico Nacional” e finalizando no dia 7 de setembro, com o sepultamento dos restos mortais de Dom Pedro I em uma cripta no Monumento à Independência do Brasil, na Colina do Ipiranga, em São Paulo.
Para além da Comissão Central, foram criadas subcomissões voltadas para os estados brasileiros, com o objetivo de dar capilaridade às celebrações, permitindo a celebração dos 150 anos da independência a partir das especificidades locais. Assim, por exemplo, foram organizadas na Bahia, no dia 2 de julho de 1972, comemorações que rememoravam a figura de Joana Angélica e os eventos da Independência da Bahia, enquanto no Pará ocorreram, em 1973, as comemorações do Sesquicentenário da adesão do estado à Independência.

### Translado do Corpo de D. Pedro I
Em agosto de 1971, em um discurso transmitido pela televisão e pelo rádio, o presidente Emílio Garrastazu Médici declarou que havia enviado uma carta para o presidente de Portugal, Américo Tomás, declarando que tinha o desejo de que os restos mortais de D. Pedro I, que encontravam-se sepultados em Lisboa desde sua morte em 1834, fossem transladados de forma definitiva para o Brasil, e transferidos para a chamada "Cripta Imperial", no Monumento à Independência do Brasil, no bairro do Ipiranga, em São Paulo.
O pedido do governo brasileiro contrariava o desejo de Dom Pedro, que, em 23 de setembro de 1834, na véspera de sua morte, escreveu uma carta voltada ao público brasileiro, em que declarava suas vontades em relação ao destino a ser dado para os seus restos mortais. Na carta, deixava seu coração para a Cidade do Porto e o resto de seu corpo para Lisboa, afirmando que ao Brasil deixava seu maior legado: seu filho, Dom Pedro II.
Apesar disso, o governo português aceitou o pedido do governo brasileiro. Assim, em abril de 1973, dentro de um caixão de pinho português, os restos mortais de Dom Pedro foram conduzidos ao Brasil, a bordo do paquete português Funchal, chegando ao Rio de Janeiro no dia 22 daquele mês. Entre abril e agosto, a urna com os restos mortais seria transportada para diversas das capitais estaduais brasileiras, como parte dos esforços da Comissão Central em dar capilaridade às comemorações.
Por fim, em setembro, os restos mortais de Dom Pedro I chegaram a São Paulo, para que por fim, no dia 7, fosse realizado o depósito da urna funerária na cripta do Monumento à Independência do Brasil, com a presença do presidente brasileiro, do chefe de governo português e de outras autoridades brasileiras e portuguesas.

### Livros
- Benton, William; Dallfollo, Paulo; Garschagen, Donaldson M., eds. (1973). Livro do Ano Barsa 1973. Resenha dos principais acontecimentos de 1972. Rio de Janeiro: Encyclopædia Britannica Editores Ltda.
- Dom Pedro I (1835). Carta posthuma de D. Pedro, Duque de Bragança aos brasileiros, Remetida pelo doctor T******. Rio de Janeiro: Tipografia Fluminense de Brito & C. p. 14
- Junior, Carlos Lima; Schwarcz, Lilia Moritz; Stumpf, Lúcia Klück (5 de agosto de 2022). «O "imperador defunto": os 150 anos da Independência durante os anos de chumbo da ditadura militar». O sequestro da Independência. Uma história da construção do mito do Sete de Setembro. São Paulo: Companhia das Letras. ISBN 9786557826225
- Rezzutti, Paulo (2015). D. Pedro - A história não contada: O homem revelado por cartas e documentos inéditos. Rio de Janeiro: Leya. pp. 408–410
- Seliprandy, Fernando (2022). «O Monumento do Ipiranga no sesquicentenário da independência (1972): desconstruindo um cinejornal da ditadura». In:  Napolitano, Marcos; Kaminski, Rosane. Monumentos, memória e violência. São Paulo: Letra & Voz. ISBN 978-65-86903-27-0

### Teses e Dissertações
- Cordeiro, Janaína Martins (2012). Lembrar o passado, festejar o presente: as comemorações do sesquicentenário da independência entre consenso e consentimento (PDF) (Tese de Doutorado). Niterói: Universidade Federal Fluminense.
- Moraes, Cleodir da Conceição (2006). O Pará em festa: política e cultura nas comemorações do Sesquicentenário da Adesão (1973) (PDF) (Dissertação de Mestrado). Belém: Universidade Federal do Pará
- Sosnoski, Thaisy (2013). Historiografia e memória: Biblioteca do Sesquicentenário da Independência do Brasil (1972) (PDF) (Dissertação de Mestrado). Goiânia: Universidade Federal de Goiás.